# EHow
eHow est un site web de contenus,, constitué d'instructions et de tutoriels dénombrant plus d'un million d'articles et 170 000 vidéos offrant des instructions étape par étape. Les articles et vidéos sur eHow sont créés par des internautes et couvrent une large variété de sujets organisés sous une hiérarchie de catégories. Chaque utilisateur sur eHow peut rédiger des réponses et commentaires, mais seuls des rédacteurs sous contrat peuvent effectuer des changements sur les articles.

## Histoire
eHow a été fondé en 1999 puis acquis par Demand Media (en) en 2006. À l'origine, il s'agissait d'une source d'articles rédigés et d'instructions en plusieurs étapes. Durant son acquisition, le site comptait 17 000 articles et 5,8 millions de visites par mois. Un an plus tard, Demand Media inclut le format vidéo. En 2008, le site remporte le Mashable Blogger's Choice Award durant la seconde édition des Annual Open Web Awards. En 2009, le site met ensuite à disposition une version pour téléphone mobile, cette dernière étant récompensée par le site CNET du Webware 100 dans la catégorie « Recherche et référence ». Cette même année, Demand Media fusionne Expert Village (en) avec eHow. En 2009, eHow compte plus d'un million d'articles et de vidéos disponibles en ligne et double ce chiffre l'année suivante. En 2010, il est récompensé du New Media Award.
En 2011, une application du site pour iPad est mise à disposition. La même année, le site est réorganisé et se renouvelle en consolidant les trois millions d'articles et vidéos en six catégories : Home, Health, Food, Style, Money et Family (« Foyer », « Santé », « Alimentation », « Style », « Argent » et « Famille »). En 2011, le site ajoute plus de « 5000 » articles et vidéos par jour et engage « 13000 » rédacteurs, éditeurs et producteurs. En 2012, une septième catégorie est ajoutée, Mom, concernant la maternité,.